# 山東鳥屬
山东鸟（学名：Shandongornis）是一种已灭绝的雉科鸟类，生活在中新世的中国山东省。

## 物种
- 山旺山东鸟 S. shanwangensis （模式种）
- 沂南山东鸟 S. yinanensis